# Oxalis sellowii
Oxalis sellowii är en harsyreväxtart som beskrevs av Spreng.. Oxalis sellowii ingår i släktet oxalisar, och familjen harsyreväxter.

## Underarter
Arten delas in i följande underarter:
- O. s. alba
- O. s. rosea